# Baia di Miramichi
La baia di Miramichi è un estuario situato sulla costa occidentale del golfo di San Lorenzo nel New Brunswick, allo sbocco in mare del fiume Miramichi. Essa è divisa in due parti, la "baia interna" e la "baia esterna", separate da una linea di isolotti disabitati che vengono continuamente riformati dalle tempeste oceaniche. La più grande di queste isole è l'isola Portage, che fu spezzata in due durante una violenta tempesta negli anni 1950. L'isola fornisce alla baia interna una qualche protezione dalle tempeste oceaniche del golfo di San Lorenzo.
La baia di Miramichi fu chiamata Golfe Saint Lunaire da Jacques Cartier nel 1534.
La baia interna e la parte finale dei suoi fiumi tributari (compreso il fiume Miramichi) fanno parte di un sistema di ría. Dalla deglaciazione, l'innalzamento del livello del mare nella baia di Miramichi ha invaso la foce di questi fiumi con acqua salata. L'invaso, serpeggiante, antico canale del fiume Miramichi forma una via navigabile attraverso la baia interna per le navi oceaniche che entrano nel porto a Miramichi (ex porti di Chatham e Newcastle). La baia interna misura solo 4 metri di profondità media, mentre il canale di navigazione ne misura solo da 6 a 10. Da quando il drenaggio di manutenzione di questo canale non è più stato eseguito, il porto è ora accessibile solo a navi con basso pescaggio. 
L'estuario è un ambiente altamente dinamico, soggetto ad elevato deflusso di acque dolci durante la piena di primavera, un basso deflusso di acque dolci e la risalita di acqua salata durante il periodo estivo, nei casi di tempeste oceaniche e noreaster che cambiano la forma della barriera di isole e il vecchio letto del fiume, e una invernale banchisa che occupa l'intero estuario. La baia interna di basso pescaggio si riscalda rapidamente nell'estate. Il ciclo diurno della marea sta in solo 1 metro di media. La continua salita del livello del mare è molto lenta inondando le adiacenti aree basse e provocando una rapida erosione delle basse scogliere di arenaria che circondano la baia.
L'estuario è significativo nel suo ecosistema altamente produttivo, a dispetto delle sue relativamente ridotte dimensioni. Esso riceve le acque dolci del fiume Miramichi e dei suoi tributari, dando alle acque locali una relativamente minore salinità. Materiali organici dalle coste circostanti e i corsi d'acqua che confluiscono, insieme alla maggior temperatura dell'acqua, contribuiscono all'alta produttività della baia.
La vita marina comprende foche, più una gran varietà di uccelli quali gabbiani reali americani, la sterna comune e sterne maggiori, cormorani, con martin pescatori americani, pivieri, beccacini e corrieri americani lungo la costa.